# Список эпизодов телесериала «Банши»
Список эпизодов американского драматического телесериала «Банши», показ которого осуществлялся на телеканале Cinemax с 11 января 2013 года по 20 мая 2016 года.

## Обзор сезонов
| Сезон | Сезон | Эпизоды | Оригинальная дата показа | Оригинальная дата показа |
| Сезон | Сезон | Эпизоды | Премьера сезона          | Финал сезона             |
| ----- | ----- | ------- | ------------------------ | ------------------------ |
|       | 1     | 10      | 11 января 2013           | 15 марта 2013            |
|       | 2     | 10      | 10 января 2014           | 14 марта 2014            |
|       | 3     | 10      | 9 января 2015            | 13 марта 2015            |
|       | 4     | 8       | 1 апреля 2016            | 20 мая 2016              |

## Список серий

### Сезон 1 (2013)
| № общий | № в сезоне | Название                                                                                | Режиссёр            | Автор сценария                                                          | Дата премьеры   | Зрители в США (млн) |
| --- | ---------- | --------------------------------------------------------------------------------------- | ------------------- | ----------------------------------------------------------------------- | --------------- | ------------------- |
| 1 | 1          | «Пилот» «Pilot»                                                                         | Грег Яйтанс         | Джонатан Троппер и Дэвид Шиклер                                         | 11 января 2013  | 0,483               |
| Отбыв пятнадцатилетний тюремный срок, безымянный преступник (Энтони Старр) бежит из Нью-Йорка после нападения на него группы гангстеров. Он отправляется в маленький городок Банши, штат Пенсильвания, в поисках своей бывшей возлюбленной и сообщницы Анастасии (Ивана Миличевич), которая теперь живёт под именем Кэрри Хоупвелл со своим новым мужем Гордоном (Рас Блэквелл) и двумя детьми: Дэвой (Райанн Шейн) и Максом (Габриэль Саттл). Когда только что назначенный шериф города Лукас Худ (Грифф Фёрст) погибает во время ограбления бара, преступник присваивает его личность и берёт на себя обязанности шерифа Банши, при этом правду знает только владелец бара Шугар Бейтс (Фрэнки Фэйсон). От молодого мэра Банши Дэна Кендалла (Дэниел Росс Оуэнс) Лукас узнает, что город находится под контролем криминального авторитета и предпринимателя Кая Проктора (Ульрих Томсен), бывшего амиша, который отказался от своей веры в пользу незаконного бизнеса. В Нью-Йорке таинственный криминальный босс Рэббит (Бен Кросс) посылает бандитов за бывшим знакомым Лукаса Джобом (Хун Ли), который помог Лукасу подделать документы, чтобы стать шерифом. Джобу удаётся сбежать, что не нравится Рэббиту, который поручает своему сотруднику быстро найти их обоих. |            |                                                                                         |                     |                                                                         |                 |                     |
| 2 | 2          | «Рейв» «The Rave»                                                                       | С. Дж. Кларксон     | Джонатан Троппер и Дэвид Шиклер                                         | 18 января 2013  | N/A                 |
| Лукаса преследуют воспоминания о ночи ареста, когда он увёл полицию от Эны (теперь Кэрри), чтобы она смогла сбежать с партией бриллиантов, которую они украли у Рэббита. Он рассказывает ей о своих чувствах, но она не хочет отвечать ему взаимностью. Тем временем Кай Проктор пытается завоевать доверие Лукаса, предупреждая его о местной банде братьев Муди, но Лукас полон решимости оставаться шерифом с незапятнанной репутацией. Дэва прогуливает школу со своим парнем Ридом (Хантер Гарнер), который приводит её в наркопритон, которым управляет местный дилер Хэнсон (Тоби Леонард Мур). Он приглашает их на рейв в амбар, где продает экстази. После стычки с братьями Муди Лукас занимается сексом с Ребеккой Боуман ([Лили Симмонс), набожной амишской девушкой днём и мятежной тусовщицей ночью. Ситуация на рейве выходит из-под контроля, когда у нескольких человек (включая Рида) происходит передозировка. Благодаря наводке отца Ребекки Элайджи Лукас и остальные члены офиса шерифа прибывают, чтобы прекратить рейв, но не успевают спасти жизнь Рида. Хэнсон сбегает, и выясняется, что он работает на Проктора, который скармливает Хэнсона своему ротвейлеру за продажу наркотиков с примесями.                                                |            |                                                                                         |                     |                                                                         |                 |                     |
| 3 | 3          | «Знакомьтесь, новый босс» «Meet the New Boss»                                           | Оле Кристиан Мадсен | Джонатан Троппер и Дэвид Шиклер                                         | 25 января 2013  | 0,405               |
| В Нью-Йорке Кэрри наведывается к Рэббиту, который оказывается её отцом. Он предлагает ей сделку: вернуть бриллианты, которые она украла у него в ночь своего исчезновения, и выдать ему Лукаса. При выполнении этих условий Рэббит обещает навсегда оставить Кэрри в покое. Тем временем в Банши приезжает боец ММА по имени Мистер Санчес (Седрик Стюарт), чтобы провести показательный бой в рамках сделки между Проктором и Бенджамином Длинной Тенью (Рассел Минс) по строительству нового казино. Когда Санчес избивает и насилует местную официантку, Лукас использует это как возможность доказать Проктору, что он не продаётся, и во время жестокой драки с Санчесом избивает боксёра почти до смерти и срывает сделку Проктора с Длинной Тенью. Один из зрителей загружает видеозапись этого инцидента на YouTube. Проктор упрекает Лукаса в неверном поступке и предлагает Лукасу начинать бояться его. |            |                                                                                         |                     |                                                                         |                 |                     |
| 4 | 4          | «Лучше оглохнуть наполовину, чем умереть полностью» «Half Deaf is Better Than All Dead» | Грег Яйтанс         | Джонатан Троппер и Дэвид Шиклер                                         | 1 февраля 2013  | 0,448               |
| Лукас возвращается к своим старым привычкам и пытается ограбить государственный музей, но попадает в ловушку. В итоге ему приходится обратиться за помощью к своей старой команде — Джобу и Кэрри. Используя улики, предоставленные белым расистом Арно, Лукасу и Эммету удается арестовать Проктора за убийство Хэнсона. Во время его транспортировки в участок на них нападают братья Муди, которые хотят отомстить Лукасу Худу за убийство их брата. Завязывается драка, в которой Лукас, Эммет и Проктор побеждают братьев Муди, при этом Лукас отрезает ухо одному из главарей. Кэрри продолжает вспоминать время, проведенное с Лукасом, а он тем временем спит с Кэт Муди. |            |                                                                                         |                     |                                                                         |                 |                     |
| 5 | 5          | «Кровные узы» «The Kindred»                                                             | С.Дж. Кларксон      | Джонатан Троппер и Дэвид Шиклер                                         | 8 февраля 2013  | 0,445               |
| Джоб переезжает в Банши и строит новые планы с Лукасом. Член банды мотоциклистов пытается на улице изнасиловать Кэрри, Шивон прибывает на место происшествия и убивает преступника. Байкеры клянутся отомстить за смерть товарища; они сжигают дом Шивон и срывают проведение ежегодного фестиваля духов в Банши. Проктор помогает Лукасу найти банду, но взамен рассчитывает на ответную любезность. Лукас избивает банду мотоциклистов и вывозит их из Банши. Тем временем в Банши приезжает агент ФБР и обнаруживает пропажу вещдоков по делу об убийстве Хэнсона. |            |                                                                                         |                     |                                                                         |                 |                     |
| 6 | 6          | «Викс» «Wicks»                                                                          | Оле Кристиан Мадсен | Джонатан Троппер и Дэвид Шиклер                                         | 15 февраля 2013 | 0,465               |
| Викс, отбывавший срок в одной тюрьме с Лукасом, узнаёт его на улице. Во время заключения Лукасу пришлось столкнуться с заигрываниями и нападениями Альбиноса, зэка, работающего на Рэббита. Однажды Альбинос до полусмерти избивает Лукаса. После отсидки в карцере Лукас на глазах всех заключенных жестоко убивает Альбиноса. В настоящем времени Викс пытается шантажировать Лукаса, угрожая раскрыть его истинную личность, но Шугар и Лукас убивают его и топят труп. В сцене после титров Лукас получает голосовое сообщение от сына настоящего Лукаса Худа. |            |                                                                                         |                     |                                                                         |                 |                     |
| 7 | 7          | «Всадник на бледном коне» «Behold a Pale Rider»                                         | Дин Уайт            | Дэвид Шиклер                                                            | 22 февраля 2013 | 0,381               |
| Ограбление аптеки в Банши перерастает в масштабный кризис с захватом заложников в школе, устроенным двумя бандитами. Дочь Кэрри, одна из студенток, оказывается под прицелом. Рэббит направляется к Лукасу, которого Кэрри накачала наркотиками и приковала наручниками к кровати в номере мотеля, намереваясь выполнить условия сделки со своим отцом. С помощью Джоба, который отследил его телефон, Лукас сбегает, идёт в школу и убивает обоих преступников. После разрешения ситуации с заложниками Рэббит смотрит телевизор и видит Лукаса в новостях. Рэббит отправляет Олека в Банши на поиски Лукаса. Кэрри раскаивается, вновь соблазняет Лукаса и приносит извинения за предательство. |            |                                                                                         |                     |                                                                         |                 |                     |
| 8 | 8          | «Будем жить вечно» «We Shall Live Forever»                                              | Грег Яйтанс         | Джонатан Троппер                                                        | 1 марта 2013    | 0,476               |
| Кэрри признаётся Лукасу, что Дэва — его дочь. Олек, подручный Рэббита, прибывает в Банши и пытается похитить Кэрри, но в итоге сам становится заложником Лукаса и Кэрри. Амиши выгоняют Ребекку из родного дома, что побуждает её дядю Проктора вступить в противостояние со своей семьей и общиной амишей в целом. Бенджамин Длинная Тень умирает в больнице, и новым вождём племени становится его сын Алекс. Олеку удаётся освободиться из наручников, что приводит к ожесточенной и продолжительной драке с Кэрри. Лукас прибывает вскоре после окончания драки и обнаруживает, что Олек мёртв, а Кэрри тяжело ранена. |            |                                                                                         |                     |                                                                         |                 |                     |
| 9 | 9          | «Вечный ковбой» «Always the Cowboy»                                                     | Мигель Сапочник     | История: Джонатан Троппер и Дэвид Шиклер Телесценарий: Джонатан Троппер | 8 марта 2013    | 0,335               |
| Кэрри находится в отделении интенсивной терапии. Её муж Гордон сталкивается с Лукасом, а позже расспрашивает Кэрри, кто она такая. Джоб и Шугар закапывают труп Олека. Рэббит готовит в Банши масштабное нападение. Пытаясь спасти Макса, Кэрри спешит в школу, но опаздывает и видит, как мальчика похищает Рэббит. Расследование похищения берёт на себя агент ФБР, поскольку данное дело находится в юрисдикции федеральных властей. Лукас и Кай Проктор мирятся после короткой драки из-за секса Лукаса с Ребеккой. Проктор конфликтует с Алексом и в качестве демонстрации силы заставляет рабочих покинуть стройплощадку нового казино. Рэббит знакомится со своей новой семьей к ужасу Дэвы. Рэббит приходит к Лукасу в полицейский участок и говорит ему, что это последний раз, когда они видят друг друга. После ухода Рэббита Лукас лихорадочно оглядывает участок, и, услышав звук взводимого курка пистолета, в отчаянии пригибается. |            |                                                                                         |                     |                                                                         |                 |                     |
| 10 | 10         | «Смесь безумия» «A Mixture of Madness»                                                  | Мигель Сапочник     | История: Джонатан Троппер и Дэвид Шиклер Телесценарий: Джонатан Троппер | 15 марта 2013   | 0,455               |
| В прошлом Лукас сближается с тюремным психологом, которая оценивает шансы на его условно-досрочное освобождение. В конце концов выясняется, что психолог работала на Рэббита. В настоящем времени Проктор и Бертон спасают Лукаса от стрелков Рэббита. Лукас становится заложником Рэббита ради освобождения Макса. Кэрри, Шугар, Джоб и три помощника шерифа отправляются на аванпост Рэббита, чтобы спасти Лукаса, и завязывается перестрелка. Шугар и Брок ранены. Рэббит пытает Лукаса и готовится убить его, когда появляется Кэрри. После короткой словесной перепалки Кэрри стреляет в своего отца. Обиженный тем, что Кэрри предпочла Лукаса своей семье, Гордон уходит с детьми. Проктор устраивает взрыв строящегося казино, чтобы запугать Алеса, и случайно убивает мэра Дэна Кендалла, который находился внутри. Небольшая группа охотников натыкается на останки тела настоящего Лукаса Худа. В сцене после титров Джейсон Худ, сын настоящего Лукаса Худа, смотрит на YouTube видео с боем между мистером Санчесом и главным героем, выдающим себя за Лукаса Худа. |            |                                                                                         |                     |                                                                         |                 |                     |

### Сезон 2 (2014)
| № общий | № в сезоне | Название                                                  | Режиссёр            | Автор сценария   | Дата премьеры   | Зрители в США (млн) |
| --- | ---------- | --------------------------------------------------------- | ------------------- | ---------------- | --------------- | ------------------- |
| 11 | 1          | «Мелкая рыбка» «Little Fish»                              | Грег Яйтанс         | Джонатан Троппер | 10 января 2014  | 0,491               |
| Кэрри говорит Лукасу, что её главная задача — вернуть семью и что Лукас должен исчезнуть, пока его настоящая личность не раскрыта. Ребекка сомневается, стоит ли ей расставаться с прежней жизнью амишей после того, как стало известно, что бомба в отеле убила мэра города, но Проктор подбодряет её. Ребекка видит, как Проктор занимается сексом с неизвестной женщиной. Джоб и Шугар проникают в морг и крадут останки настоящего Лукаса Худа после того, как была обнаружена могила с захороненным телом. Спецагент ФБР Джим Расин прибывает в Банши, чтобы провести закрытое федеральное слушание, но быстро выясняется, что он больше заинтересован в поиске Рэббита. Поэтому он проявляет снисходительность, ставя департамент шерифа под федеральный надзор на два года, назначая каждому помощнику испытательный срок и совсем не наказывая Лукаса, поскольку тот действовал в качестве гражданского лица. Перед отъездом из Расин отстраняет Ксавье от дела, и говорит Кэрри, что ей грозят уголовные обвинения, если она не сообщит информацию о местонахождении отца. Джоб, Кэрри и Лукас во время скоростной погони грабят бронированный грузовик из казино, но им удается унести лишь небольшую часть денег, потому что таинственный мотоциклист (выясняется, что это Нола) срывает их план. Джордж, член совета племени Кинахо, использует ограбление, чтобы поставить под сомнение компетентность Алекса как вождя. Дэва с подружкой совершает кражу в магазине, но избегает последствий, пригрозив охраннику обвинением в сексуальном домогательстве. Кэрри умоляет Гордона помочь ей разобраться с предъявленными обвинениями, но Гордон остается непреклонным. Лукас встречает Нолу в баре Шугара и занимается с ней сексом. Расин расспрашивает брата Рэббита, священника по имени Юлиш, которого подозревает в укрывательстве Рэббита, а священник намекает, что ему известно о серьезных проблемах Расина со здоровьем. |            |                                                           |                     |                  |                 |                     |
| 12 | 2          | «Громовержец» «The Thunder Man»                           | Грег Яйтанс         | Дэвид Шиклер     | 17 января 2014  | 0,424               |
| Противостояние между Проктором и Алексом достигает апогея, когда Алекс подрывает взрывчатку C-4 в одном из грузовиков Проктора для перевозки скота, а Нола похищает Ребекку. Проктор обращается к Лукасу за помощью и просит вернуть ему Ребекку живой. Лукас в одиночку расправляется со всеми охранниками Алекса и узнаёт, что Нола была похитильницей Ребекки (после того, как Лукас и Нола занимались сексом предыдущей ночью). После освобождения Ребекки Проктор и Бертон заявляются к Алексу, когда тот занимается любовью с женой в джакузи, и угрожают убить всех членов его семьи и утопить его в их крови, если он снова тронет Ребекку. В это время в город возвращается жестокий бывший муж Шивон и умоляет её снять с него запретительный судебный приказ, чтобы он мог устроиться на работу, предложенную его кузеном. Она соглашается, но вскоре после этого подвергается нападению с его стороны, и в ответ она жестоко избивает его по голове библией. Тем временем Кэрри приговаривают к 30 дням тюрьмы и дают ей 72 часа, чтобы привести свои дела в порядок. После того, как Лукас, у которого остались болезненные воспоминания о его пребывании в заключении, отвозит её в тюрьму, Кэрри сразу же ввязывается в жестокую драку с другой заключенной. Гордон вступает в сексуальную связь с неизвестной женщиной на парковке джентльменского клуба «Савой»; в это время Лукас смотрит на окровавленную библию, которой Шивон избила своего мужа, и усмехается. |            |                                                           |                     |                  |                 |                     |
| 13 | 3          | «Каста воинов» «The Warrior Class»                        | Оле Кристиан Мадсен | Эван Дански      | 24 января 2014  | 0,536               |
| Лукас навещает Кэрри, которая рассказывает, что ей не добавили срок за драку, но Лукас просит её быть осторожной. Брат Ребекки Соломон и Лана Клири, девушка из племени кинахо, обсуждают совместный побег. В тот же день Лану находят мёртвой, а Соломон пропадает без вести, что усиливает напряженность между племенем кинахо и амишами. Департамент шерифа Банши подозревает в совершении преступлени Томми Литтлстоуна, бывшего парня Ланы. Его брат Чейтон Литтлстоун — лидер «Красных костей», банды в резервации, которая заинтересована в сохранении чистоты племени. У департамента шерифа нет юрисдикции в резервации, но Лукас и его заместители всё равно проникают туда в поисках Чейтона и Томми. Завязывается драка с участием членов банды, в результате которой Чейтона задерживают и переводят в другой округ, где уже выдан ордер на его арест, а Томми лишь допрашивают, так как он несовершеннолетний. Джейсон Худ, сын настоящего Лукаса Худа, заявляется к Лукасу. Джейсон готов молчать, если Лукас поможет ему начать новую жизнь. «Красные кости» проникают на землю амишей, стремясь запугать их, но Проктор жестоко избивает одного из бандитов. На Ребекку на земле амишей нападает человек в капюшоне. Лукас преследует его и получает ранение в голову, но не успевает выстрелить в ногу неизвестному, которому все же удается скрыться. В финальных сценах эпизода Лукас занимается сексом с Шивон, стриптезерша исполняет приватный танец для Гордона, а Нола стоит над трупом Ланы и клянется отомстить. |            |                                                           |                     |                  |                 |                     |
| 14 | 4          | «Семья» «Bloodlines»                                      | Оле Кристиан Мадсен | Эван Дански      | 31 января 2014  | 0,514               |
| Кэрри продолжает находиться в заточении и безуспешно пытается связаться с Гордоном и Дэвой. Её навещает Рэббит, который, как подтверждается, всё ещё жив. Тем временем в племени кинахо проходят похороны Ланы, на которых Лукас официально знакомится с Нолой. Лукас соглашается позволить Броку поговорить с амишами в надежде, что дети смогут пролить свет на исчезновение Соломона. Дэниел Мозес, друг Соломона, сбежавший от амишей, рассказывает, что учитель, ревностный амиш по имени Джона был жесток и к нему, и к Соломону. Лукас навещает этого учителя и обнаруживает у него на ноге рану, идентичную той, что была у неизвестного нападавшего из предыдущей серии. Между Джоной и Лукасом завязывается жестокая драка. Выясняется, что Джона убил Лану и похитил Соломона. Проктор прибегает к пыткам, чтобы узнать, где Джона прячет Соломона. Джоб неохотно соглашается на план Лукаса по предоставлению Джейсону новой личности. Чейтон сбегает, пока Шивон и Эмметт перевозят его в другой округ. Отношения между Проктором и Алексом продолжают ухудшаться, что приводит к жестокой ссоре. Однако после ареста Джоны заключается перемирие, но Нола недовольна выбором Алекса помириться с Проктором и убивает Джону, прежде чем покинуть город. |            |                                                           |                     |                  |                 |                     |
| 15 | 5          | «Правда о единорогах» «The Truth About Unicorns»          | Бабак Нафаджи       | Джон Романо      | 7 февраля 2014  | 0,591               |
| Кэрри выходит из тюрьмы, и Лукас отвозит её в дом, который он купил для них пятнадцать лет назад, перед тем как его арестовали. Расин навещает их и говорит Лукасу, что знает, что он не настоящий Лукас Худ, и хочет заключить с ним сделку, чтобы уничтожить Рэббита. Наёмный убийца, посланный Рэббитом, убивает Расина из снайперской винтовки. Вскоре его убивает Кэрри. Лукас и Кэрри возвращаются в Банши, где Лукас беседует по душам с Шугаром. |            |                                                           |                     |                  |                 |                     |
| 16 | 6          | «Армия одного человека» «Armies of One»                   | Бабак Нафаджи       | Джон Романо      | 14 февраля 2014 | 0,550               |
| Джоб отправляется в Нью-Йорк для продажи бриллиантов, из-за кражи которых Худ попал в тюрьму. Британский наёмный убийца, посланный гангстером Брэнтли, у которого Джейсон Худ похитил крупную сумму денег, заявляется в Банши для поимки Джейсона. Хотя Худу удаётся подкупить киллера, чтобы он не трогал Джейсона, британец всё равно берёт Джейсона в заложники. Худ сталкивается с убийцей на шоссе, что приводит к драке, в результате которой убийца попадает под встречный грузовик и погибает. Худ и Джейсон возвращаются в Банши, и Джейсон прячет выкуп в ванной мотеля. Джейсон занимается сексом с Ребеккой Бауман, несмотря на совет Шугара сторониться её, а ревнивый Проктор врывается к ним в номер и заставляет Бертона убить Джейсона прямо на глазах у Ребекки. Когда Бертон убирает комнату, у него возникает воспоминание о том, как его пытали в прошлом. Хотя Бертону удаётся удалить все пятна крови и следы умышленного убийства, он не забирает деньги из ванной и не замечает часы, которые шериф забрал у настоящего Лукаса Гуда и отдал Джейсону. Расстроенный Джоб возвращается в бар Шугара и рассказывает, что мистер Рэббит подставил Лукаса, разбивая «бриллиант» молотком. Оказывается, что Лукас отсидел пятнадцать лет в тюрьме из-за горстки стекляшек. |            |                                                           |                     |                  |                 |                     |
| 17 | 7          | «Закопать человека можно по-разному» «Ways to Bury a Man» | Лони Перистье       | Даг Джанг        | 21 февраля 2014 | 0,537               |
| Гуд возвращается в номер Джейсона в мотеле и обнаруживает, что он пуст, деньги все ещё лежат в ванной, и находит разбитые часы отца Джейсона, которые он ему подарил. Получив наводку от Шугара, Худ приходит в дома Проктора и высняет обстоятельства исчезновения Джейсона. Во время разговора Проктор намекает, что убил Джейсона, и Худ клянется, что убьет Проктора. Худ также говорит Ребекке, что если она встанет у него на пути, он без колебаний убьет и её. Худ, Эммет и Брок навещают троих неонацистов, которые работают на Проктора. Они осыпают Эмметта расистскими оскорблениями, но он не поддаётся на провокации. Скинхеды вынуждены раскрыть местоположение одной из лабораторий Проктора по производству экстази. Худ, Шугар и Джоб взрывают фабрику Проктора, чем приводят Брока в шок и изумление. У Макса случается опасный для жизни приступ астмы, а Гордон тем временем напивается в стрип-клубе. Гуд также приходит в стрип-клуб, расследуя дело Проктора, и вступает в жестокую драку с Гордоном. Алекс Лонгшэдоу побеждает своего соперника на выборах вождя племени благодаря помощи Проктора. |            |                                                           |                     |                  |                 |                     |
| 18 | 8          | «Злом за зло» «Evil for Evil»                             | Лони Перистье       | Даг Джанг        | 28 февраля 2014 | 0,503               |
| Джобу удается определить, где может скрываться Рэббит. Худ арестовывает Проктора за хранение нелегального оружия. Ребекка сообщает Проктору, что одна из его стриптизерш, Джульетта, дала Худу наводку, где искать арсенал. Неонацисты, с которыми Худ и Эммет столкнулись в предыдущем эпизоде, нападают на беременную жену Эммета, и она теряет ребёнка. После задержания скинхедов Эмметт приходит к ним в камеры и жестоко избивает; он наносит тяжкие телесные повреждения их главарю Шарпу, пробив грудину кастетом. Худ говорит Эммету, что он поступил правильно, но Эммет увольняется из департамента шерифа Банши. |            |                                                           |                     |                  |                 |                     |
| 19 | 9          | «Возвращение домой» «Homecoming»                          | Грег Яйтанс         | Джонатан Троппер | 7 марта 2014    | 0,464               |
| Джоб отправляется в Нью-Йорк и выслеживает Рэббита в старой церкви. Джоб собирается застрелить Рэббита, но попадает в плен к Юлишу, который оказывается братом Рэббита. Джобу удаётся вырваться из рук похитителей и вступить в перестрелку с людьми Рэббита, после чего он сбегает из церкви и попадает под машину. В Банши в тюрьму к Проктору приходит его мать, и у них происходит первый за много лет разговор по душам. Бертон казнит одного из скинхедов, которого Эммет избил в предыдущем эпизоде за то, что он предал доверие Проктора и рассказал копам о лаборатории по производству экстази. Бертон предпринимает попытку убить Джульетту, стриптизершу, которая помогла Худу арестовать Проктора, но Ребекка помогает ей сбежать, что приводит к росту недоверия между Ребеккой и Бертоном. Кэрри возвращается к Гордону и их детям, а Худ и Шивон сближаются. Пока они вместе, Джоб звонит Худу и сообщает ему, что он нашел Рэббита, а сам он после ДТП находится в Нью-Йоркской пресвитерианской больнице с сотрясением мозга. Шивон расстроена поведением Худа, но он просит прощения и спешит к Кэрри, чтобы рассказать ей о Джобе и Рэббите. Она говорит Гордону, что ей нужно уйти. Гордон, у которого только началась налаживаться семейная жизньб направляет пистолет на Худа. Кэрри сообщает Гордону, что Худ — отец Дэвы, а затем уезжает ним в Нью-Йорк. После спасения Джоба от убийц, подосланных Рэббита, Худ и Кэрри готовятся к полномасштабной атаке нападению на Рэббита и его брата. |            |                                                           |                     |                  |                 |                     |
| 20 | 10         | «Пули и слёзы» «Bullets and Tears»                        | Грег Яйтанс         | Джонатан Троппер | 14 марта 2014   | 0,733               |
| Многочисленные флэшбэки показывают события, приведшие к похищению бриллиантов, и то, как Рэббит замышлял арест и заключение Лукаса в тюрьму, чтобы разлучить с ним свою дочь. В настоящем времени Лукас приобретает арсенал оружия у своего друга, торговца оружием Толстяка Эла. Лукас и Кэрри нападают на церковь, но люди Рэббита превосходят их по численности и количеству огнестрельного оружия. Их спасает прибытие Джоба и стрелков во главе с Толстяком Элом, которые убивают оставшихся людей Рэббита. Брат Рэббита Юлиш появляется в церкви и открывает огонь; Лукас убивает его. Лукас и Кэрри находят Рэббита, сидящего в одиночестве на скамейке за церковью. Деморализованный и побежденный, он берёт пистолет, предложенный Кэрри, и убивает себя. Эммет и его жена покидают Банши, но их преследуют и застреливают неонацистские дружки Марка Шарпа. Ребекка соблазняет Алекса Лонгшэдоу, намереваясь убить его, и после жестокой драки ей это удается. Без показаний Лонгшэдоу Проктора выпускают на свободу. Ребекка рассказывает, что ради него убила Алекса. Они занимаются сексом. Лукас возвращается к роли шерифа, когда Дэва объявляет, что знает, что он ее настоящий отец. В Новом Орлеане Чайтон Литтлстоун убивает своего противника в нелегальном поединке в стиле ММА. Ему сообщают о смерти Лонгшэдоу, и он решает вернуться в Банши. |            |                                                           |                     |                  |                 |                     |

### Сезон 3 (2015)
| № общий | № в сезоне | Название                                                                            | Режиссёр            | Автор сценария               | Дата премьеры   | Зрители в США (млн) |
| ------- | ---------- | ----------------------------------------------------------------------------------- | ------------------- | ---------------------------- | --------------- | ------------------- |
| 21      | 1          | «Испытание огнём»» «The Fire Trials»                                                | Лони Перистье       | Джонатан Троппер             | 9 января 2015   | 0,547               |
| 22      | 2          | «Змеи и вообще» «Snakes and Whatnot»                                                | Лони Перистье       | Хэйли Гросс                  | 16 января 2015  | 0,439               |
| 23      | 3          | «Я решаю проблемы» «A Fixer of Sorts»                                               | Магнус Мартенс      | Джастин Бритт-Гибсон         | 23 января 2015  | 0,588               |
| 24      | 4          | «Реальность это кошмар» «Real Life is the Nightmare»                                | Магнус Мартенс      | Джастин Бритт-Гибсон         | 30 января 2015  | 0,662               |
| 25      | 5          | «Племя» «Tribal»                                                                    | Оле Кристиан Мадсен | Эдам Таргум                  | 6 февраля 2015  | 0,583               |
| 26      | 6          | «Вчера мы были другими» «We Were All Someone Else Yesterday»                        | Оле Кристиан Мадсен | Эдам Таргум                  | 13 февраля 2015 | 0,610               |
| 27      | 7          | «От мертвых не спрячешься» «You Can't Hide from the Dead»                           | Грег Яйтанс         | Крис Келли                   | 20 февраля 2015 | 0,547               |
| 28      | 8          | «Вся мудрость, что у меня осталась» «All the Wisdom I Got Left»                     | Грег Яйтанс         | Крис Келли                   | 27 февраля 2015 | 0,588               |
| 29      | 9          | «Даже Бог не знает, что с тобой делать» «Even God Doesn't Know What to Make of You» | Грег Яйтанс         | Дженнифер Эймс и Стив Тернер | 6 марта 2015    | 0,564               |
| 30      | 10         | «Все мы заплатим, рано или поздно» «We All Pay Eventually»                          | Грег Яйтанс         | Дженнифер Эймс и Стив Тернер | 13 марта 2015   | 0,692               |

### Сезон 4 (2016)
| № общий | № в сезоне | Название                                                                                       | Режиссёр            | Автор сценария   | Дата премьеры  | Зрители в США (млн) |
| ------- | ---------- | ---------------------------------------------------------------------------------------------- | ------------------- | ---------------- | -------------- | ------------------- |
| 31      | 1          | «Что-то из Библии» «Something Out of the Bible»                                                | Оле Кристиан Мадсен | Джонатан Троппер | 1 апреля 2016  | 0,356               |
| 32      | 2          | «Бремя красоты» «The Burden of Beauty»                                                         | Оле Кристиан Мадсен | Эдам Таргум      | 8 апреля 2016  | 0,277               |
| 33      | 3          | «ДЖОБ» «JOB»                                                                                   | Эверардо Гоут       | Лиз Сагал        | 15 апреля 2016 | 0,290               |
| 34      | 4          | «Невинность понятие растяжимое» «Innocent Might Be a Bit of a Stretch»                         | Эверардо Гоут       | Чад Фихан        | 22 апреля 2016 | 0,355               |
| 35      | 5          | «Немного поздно отращивать яйца» «A Little Late to Grow a Pair»                                | Лони Перистье       | Лиз Сагал        | 29 апреля 2016 | 0,390               |
| 36      | 6          | «Схватка может закончиться только так» «Only One Way a Dogfight Ends»                          | Джонатан Троппер    | Чад Фихан        | 6 мая 2016     | 0,425               |
| 37      | 7          | «Истины, кроме тех, о которых вы говорите сами» «Truths Other Than the Ones You Tell Yourself» | Оле Кристиан Мадсен | Эдам Таргум      | 13 мая 2016    | 0,424               |
| 38      | 8          | «Реквием» «Requiem»                                                                            | Оле Кристиан Мадсен | Джонатан Троппер | 20 мая 2016    | 0,500               |